# Eugène Fahlstedt
Frans Eugène Fahlstedt (Estocolmo, 1851-Danderyd, 1935) fue un escritor, crítico musical y traductor sueco.

## Biografía
Nacido el 6 de septiembre de 1851 en Estocolmo, era hermano de Amalia Fahlstedt. Estudió en Uppsala en 1869, donde fue profesor. En 1883 pasó a escribir para la enciclopedia Nordisk familjebok, publicación en la que desde 1906 dirigió el departamento de ilustraciones, y en la que en 1923 se convirtió en uno de sus editores. En la segunda edición de la enciclopedia trató principalmente temas relacionados con la teoría de la música y la historia, así como biografías. Ejerció como crítico musical entre 1892 y 1903 para Vårt Land y entre 1903 y 1906 en Svenska Dagbladet. Entre 1891 y 1900 fue secretario de la Sociedad Filarmónica de Estocolmo. Tradujo  obras como Inferno de Strindberg. Falleció en Danderyd el 8 de mayo de 1935.